# トラストネットワーク
株式会社トラストネットワーク（英: Trust Network Corporation.）はテレビ朝日のグループ会社で、テレビ朝日系列地上波放送局を中心に、BS放送局・CS放送局・CATV局・情報通信企業の技術業務受託や番組制作業務受託を行っている技術プロダクション。

## 主な事業内容

### 業務受託・スタッフ派遣
地上波放送局／BS放送局／CS放送局の技術全般・制作および情報通信企業、CATV局の業務受託またはスタッフの派遣
- マスター送出監視
- 放送運行データの作成
- 回線監視・回線技術
- 報道・情報番組の制作技術
- CG・テロップ制作
- 制作番組のディレクター・アシスタントディレクター

### 一般人材派遣
一般労働者派遣事業認可（許可番号 派13-040181）
有料職業紹介事業認定（許可番号 13-ユ-302194）
- 総務・経理
- 一般事務・営業事務
- 秘書
- 編成・CM業務
- 番組デスク
- 広告・宣伝
- 館内案内
- 視聴者電話対応
- 衛星コーディネーター
- 字幕制作
- CG・WEB作成

## 沿革
- 1989年（平成元年） - 創立。本社をテレビ朝日旧六本木センター（レンガ館3F）に設置。技術部（現六本木事業部）開設。「一般労働者派遣事業（特定労働者派遣事業を含む）」認可。
- 1990年（平成2年） - 技術部札幌（現札幌事業部）開設。
- 1991年（平成3年） - 長野放送部（現長野事業部）開設。青森放送部（現青森事業部）開設。
- 1992年（平成4年） - 秋田放送部（現秋田事業部）開設。
- 1993年（平成5年） - 各「放送部」を「事業部」と改称。本社移転（テレビ朝日旧六本木センター第三館4F）。人材派遣部開設。 山口事業部（現山口第一事業部）開設。
- 1994年（平成6年） - 福島事業部開設
- 1995年（平成7年） - 「株式会社琉球トラスト」創立
- 1996年（平成8年） - 岩手事業部開設。
- 1998年（平成10年） - 技術部をアーク事業部（現六本木事業部）と目黒事業部に分割。青海事業部開設。
- 1999年（平成11年） - 本社移転（東京都港区六本木　六本木電気ビル7F）。
- 2000年（平成12年） - BS事業部開設。
- 2002年（平成14年） - 山口第二事業部開設。
- 2003年（平成15年） - 仙台事業部開設。静岡事業部開設。
- 2006年（平成18年） - 山形事業部開設。本社移転（東京都港区麻布十番　ダヴィンチ・ジュールA5F）。
- 2007年（平成19年） - 営業推進部開設。
- 2009年（平成21年） - 営業制作部開設。
- 2010年（平成22年） - 本社移転（東京都港区六本木　EX六本木ビル4F）。ビジネス開発室開設。 三田事業部開設。
- 2011年（平成23年） - テレビ朝日の完全子会社化。[2]営業推進部「青海分室」開設。
- 2012年（平成24年） - 六本木事業部を六本木第一事業部と六本木第二事業部に分割。BS事業部を六本木第二事業部に統合。青海事業部「潮風分室」開設
- 2013年（平成25年） - 青海事業部を青海第一事業部と青海第二事業部に分割。東日本支局開設。
- 2014年（平成26年） - 営業局西日本支局に広島事業部開設準備室を開設。
- 2015年（平成27年） - 本部制の導入。広島事業部開設。
- 2016年（平成28年） - 青海第一事業部と青海第二事業部を統合。プロダクション事業部、メディア事業推進部を開設。山口第二事業部を西日本支局に統合。山口第一事業部を山口事業部に改名
- 2018年（平成30年） - 福島事業部に郡山映像制作を新設。仙台事業部の仙台制作を廃止し仙台映像制作を新設。西日本支局内に島根グループを新設。人材統括部を人事部に名称変更。準社員制度の導入

## 事業部
札幌・北東北地区
- 札幌事業部（北海道テレビ放送）
- 青森事業部（青森朝日放送）
- 秋田事業部（秋田朝日放送）
- 岩手事業部（岩手朝日テレビ）

南東北地区
- 仙台事業部（東日本放送）
- 山形事業部（山形テレビ）
- 福島事業部（福島放送）
- 東日本映像制作部

在京地区
- 六本木送出技術部（テレビ朝日・BS朝日）
- 六本木放送準備部（テレビ朝日・BS朝日）
- 六本木回線・制作技術部（テレビ朝日・BS朝日）
- 豊洲事業部（スカパーJSAT）

青海地区
- 青海事業部（J SPORTS）
- メディア事業推進部

中部地区
- 長野事業部（長野朝日放送）
- 静岡事業部（静岡朝日テレビ）

西日本地区
- 広島事業部（広島ホームテレビ）
- 山口事業部（山口朝日放送）

西日本支局（特定派遣）
鳥取グループ
山口グループ
福岡グループ
プロダクション局
プロダクション制作部（制作センター）
プロダクション技術部（テクニカルセンター、コンテンツ制作センター、配信運用センター）

## 主要取引先

### テレビ朝日系列社・関連会社
テレビ朝日、北海道テレビ放送、青森朝日放送、秋田朝日放送、岩手朝日テレビ、東日本放送、山形テレビ、福島放送
長野朝日放送、静岡朝日テレビ、広島ホームテレビ、山口朝日放送、九州朝日放送、BS朝日、テイクシステムズ、テレビ朝日映像

### 他系列社
日本放送協会、秋田放送、仙台放送、東北放送、テレビ山口、日本海テレビジョン放送

### その他
ジェイ・スポーツ、ジュピターテレコム、衛星ネットワーク、スカパーJSAT、WOWOWプラス、日本映画放送、サイバーエージェント
ABEMATV、ドワンゴ、DAZN Japan Investment

## 加盟団体
- 日本映画テレビ技術協会
- 日本映像事業協会
- 全国放送関連派遣事業協会
- 東北映像製作社協会
- 日本eスポーツ連合（賛助会員）